# بهینه‌سازی

نمودار کشیده شده با رابطهٔ
z=f(x,y)=−(x² + y²)+۴. که بیشینهٔ مطلق آن برابر z) = (۰, ۰, ۴)) است که به رنگ آبی نشان داده شده‌است.

بهینه‌سازی ریاضی یا برنامه‌ریزی ریاضی در ریاضیات، اقتصاد، مدیریت به برگزیدن بهترین عضو از یک مجموعه از اعضای دست یافتنی اشاره می‌کند. در ساده‌ترین شکل تلاش می‌شود که با گزینش نظام‌مند داده‌ها از یک مجموعه قابل دستیابی و محاسبه مقدار یک تابع حقیقی مقدار بیشینه و کمینه آن به دست آید.
در قلمرو مدیریت اصولاً دو فرض وجود دارد:
1. نبود محدودیت در منابع
2. وجود محدودیت در منابع

که اگر فرض نخست را بپذیریم می‌توان از روشهایی چون گرفتن مشتق اول و دوم مقدار بهینه را برآورد کرد و چنانچه فرض دوم پذیرفته شود بسته به نوع مسائل سازمانی واقتصادی می‌توان مدلهایی را چون:مدل خطی، عدد صحیح، آرمانی، غیر خطی، ضریب لاگرانژ، قطعی یا احتمالی و غیره طراحی کرد و با بهره‌گیری از روش‌های موجود به سوی نقطه بهینه حرکت کرد. 

## انواع بهینه‌سازی

### روش‌های تحلیلی
روش‌های تحلیلی بیشتر به دنبال حل دقیق مسائل هستند. از این رو شامل مشتق‌گیری و یافتن پاسخ بهینه‌اند. فایده اصلی این نوع از الگوریتم‌های بهینه‌سازی تضمین جواب بهینه است، اما استفاده از آنها در مسائل با پیچیدگی بالا یا مسائلی که محاسبه‌ی مشتق تابع هدف یا قیدها مشکل است یا مسائل دارای تابع گسسته دشوار است.

### روش‌های فراابتکاری
روش‌های فراابتکاری یا فرااکتشافی برای حل مسائل بزرگتر و با توابع بدرفتار مناسب‌ترند. اگرچه این روش‌ها نمی‌توانند رسیدن به جواب بهینه را تضمین کنند. الگوریتم ژنتیک و تصعید شبیه‌سازی شده مثال‌هایی از این الگوریتم‌ها هستند.
الگوریتم‌هایی مانند الگوریتم پنگوئن امپراتور (تک هدفه یا چند هدفه) برای حل مسائل پیچیده همچون بهره‌برداری از مخازن سد کارآمد هستند.

## هدف بهینه‌سازی
در بهینه‌سازی هدفمان حفظ کردن فرمول یا رابطه‌ای نیست. تنها از دانش قبلی خود استفاده می‌کنیم. به دنبال بیشترین یا کمترین مقدار برای یک کمیت هستیم.

## گام‌های حل مسائل بهینه‌سازی ریاضی
1. گام اول، یافتن تابع تغییرات کمیتی است که با آن سر و کار داریم. در این گام باید نسبت به تعیین دامنهٔ تابع دقت کنیم.
2. گام دوم، پیدا کردن نقاط بحرانی تابعی است که در گام اول یافتیم.
3. گام سوم، پیدا کردن اکسترمم تابع است. بسته به خواستهٔ مسئله، گاهی این اکسترمم ماکزیمم است و گاهی مینیمم.

## برنامه‌ریزی ریاضی اقتصادی

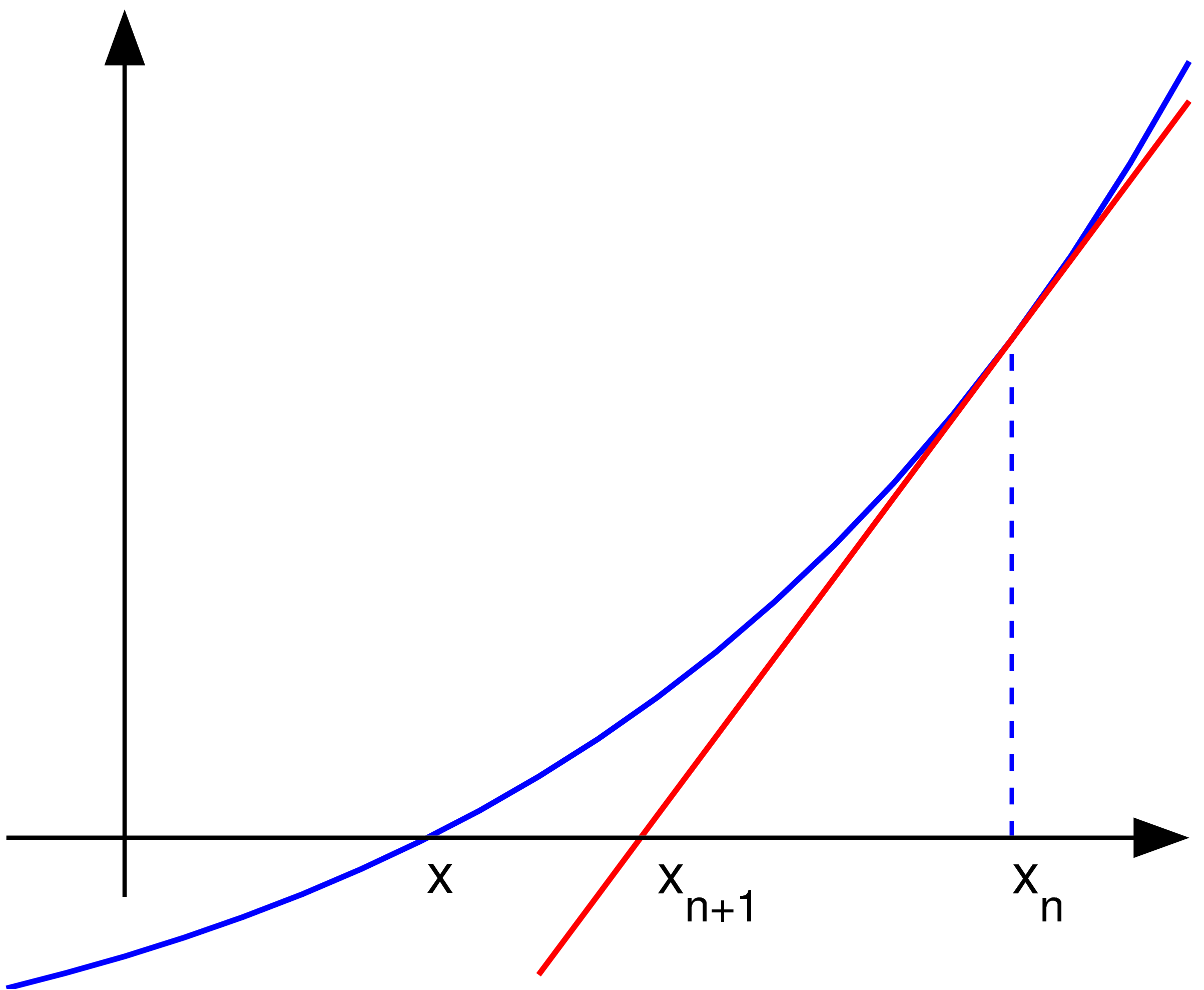
مرتبط

در علم اقتصاد و  علم مدیریت برنامه ریزی ریاضی کاربرد بسیاری دارد و زیر مجموعه ای از فنون بهینه سازی و حل مسائل گوناگون اقتصادی و مدیریت به بهترین شکل باتوجه به محدودیت های مسئله اعم از منابع، زمان، مقدار و ..‌.با اعمال قیدها برای رسیدن به بیشترین کارایی که میتواند بیشترین سود، بیشترین تولید، کمترین هزینه، بیشترین ظرفیت، کوتاه‌ترین مسیر، کمترین زمان، سریع ترین زمان، کمترین ریسک و... با استفاده بهینه از منابع به بهترین شکل باشد.
در این مسائل هدف کمینه سازی(minimum) یا بیشینه سازی(maximum) تابع هدف نسبت به محدودیت‌ها و قیدهای مسئله است.
بطور کلی میتوان مباحث را بصورت زیر دسته بندی کرد:
۱.برنامه‌ریزی خطی (روش های سیمپلکس و حل مسائل بهینه سازی، روش های Mبزرگ و دو مرحله ای، روش ماتریسی، برنامه‌ریزی اولیه و ثانویه، تحلیل حساسیت، روش تجدید نظر شده سیمپلکس،  برنامه‌ریزی پارامتریک)
۲.مدل های ترابری یا حمل‌ونقل (مدل های بهینه حمل و نقل کالا یا خدمات یا عرضه و تقاضا از بین چندین مبدا به مقصد از روش‌های تعیین جواب موجه اولیه، تعیین جواب مطلوب از روش پله ای یا توزیعی، مسئله ترابری یا حمل‌و‌نقل غیرمستقیم)
۳.برنامه‌ریزی با اعداد صحیح (روش های شاخه و کران، برنامه ریزی صفر و یک، روش های برشی، مسئله تولید، مسئله واگذاری، روش مجارستانی و مسئله فروشنده دوره‌گرد)
۴.تحلیل شبکه ای (نظریه گراف، مسئله گسترش کمینه، مسئله کوتاه‌ترین مسیر، مسئله جریان بیشینه، مسئله برش، مسئله جریان با حداقل هزینه)
۵.زمان‌بندی و کنترل برنامه(مدل و شبکه PERT، احتمالات در شبکه PERT، روش مسیر بحرانی و منحی CPM)
۶.برنامه‌ریزی غیرخطی (بهینه‌سازی توابع تک متغیره-روش های فیبوناچی و میانگین طلایی 
بهینه‌سازی توابع چند متغیره بدون محدودیت-روش نیوتن رفشون و روش فلتچر پاول و روش جستجوی هوکی جیو 
بهینه‌سازی توابع چند متغیره با محدودیت-روش لاگرانژ و روش نیوتن رفشون و شرایط کان تاکر)
۷.برنامه ریزی داینامیک 